# Richard Tardits
Richard Tardits (Bayonne, 30 luglio 1965) è un ex giocatore di football americano e rugbista a 15 francese, che ha giocato come linebacker e come terza linea ala.
Dopo aver giocato a rugby a 15 in Francia per il Biarritz Olympique Pays Basque si è trasferito negli Stati Uniti dove ha cominciato a giocare a football americano per i Georgia Bulldogs, venendo poi selezionato dai Phoenix Cardinals al quarto giro del Draft NFL 1989 con la scelta 123; non essendo riuscito a entrare nel roster attivo passa l'anno successivo ai New England Patriots, squadra con cui gioca fino al 1992. Contemporaneamente alla carriera in NFL gioca a rugby nel Mystic River Rugby Club. Tornato in Francia si unisce al Paris Université Club.